# Enterohepatischer Kreislauf

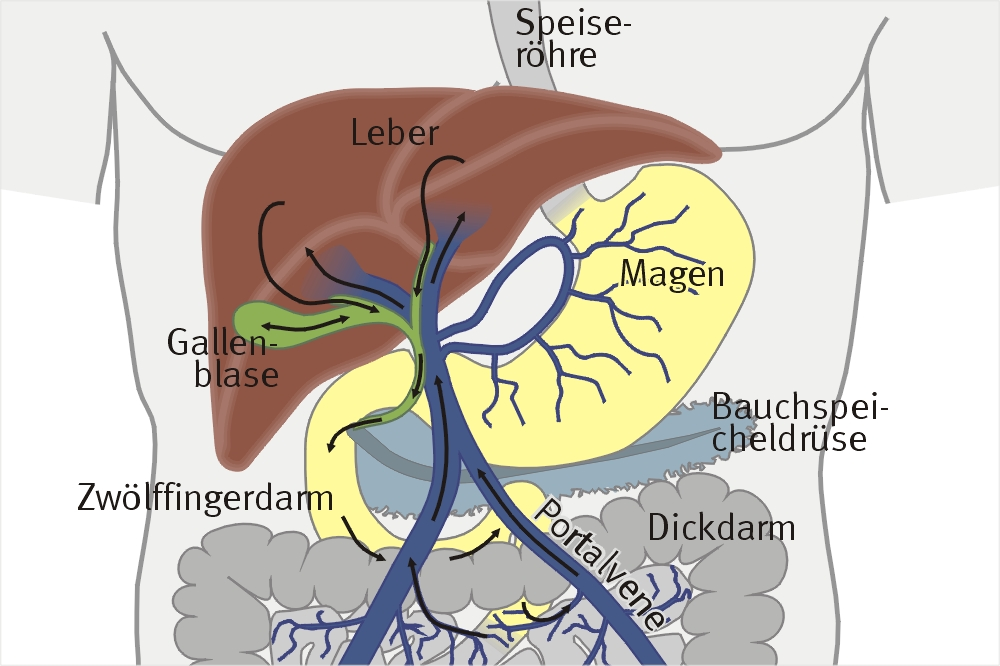
Schema des Enterohepatischen Kreislaufs

Als enterohepatischer Kreislauf oder auch Darm-Leber-Kreislauf wird das Zirkulieren bestimmter Substanzen im Körper von Säugetieren zwischen Darm, Leber und Gallenblase bezeichnet. Dies betrifft neben körpereigenen Substanzen wie beispielsweise den Gallensäuren auch eine Reihe von Arzneistoffen und Giften. Der enterohepatische Kreislauf ist keine eigenständige anatomische Struktur des Körpers mit spezifischer Aufgabe, wie beispielsweise das Strömungssystem des Blutkreislaufs, sondern beschreibt das Verhalten bestimmter Stoffe im Körper, das sich aus ihren chemischen und physikalischen Eigenschaften ergibt.
Ein Phänomen mit gegenteiliger Wirkung auf die Bioverfügbarkeit ist der First-Pass-Effekt.

## Prinzip
Über die Nahrung aufgenommene Stoffe gelangen nach der Passage durch den Magen vom Darm durch Resorption in den Blutkreislauf und über die Vena portae in die Leber. Dort unterliegen sie zum Teil einer biochemischen Umwandlung, das heißt, sie werden durch Enzyme sowohl gespalten als auch mit bestimmten chemischen Gruppen versehen. Bei letzteren Reaktionen entstehen sogenannte Konjugate. Die Gesamtheit dient der Entgiftung sowie der Erhöhung der Wasserlöslichkeit (Hydrophilie) und damit der Ausscheidung dieser Stoffe. Dieser Prozess wird auch als Biotransformation bezeichnet. Von der Leber werden sie dann mit der Galle über die Gallenblase und den Gallengang in den Darm abgegeben, von wo sie dann in Abhängigkeit von ihren chemischen und physikalischen Eigenschaften durch Resorption erneut in den Blutkreislauf und damit in die Leber gelangen können.
Da es sich beim enterohepatischen Kreislauf nicht um eine spezifische anatomische Struktur mit spezieller Aufgabe, sondern um eine Eigenschaft einiger Substanzen handelt, besitzt er hinsichtlich körperfremder Substanzen auch keine bestimmte Funktion für den Körper. Er kann für die Wirkung von Medikamenten und anderen Fremdstoffen sowohl positive als auch negative Auswirkungen haben.

## Physiologische Bedeutung
Eine Reihe von körpereigenen Stoffen und von Substanzen, die der Körper zur Aufrechterhaltung seiner Funktionen benötigt, sind durch einen enterohepatischen Kreislauf gekennzeichnet. Er verringert für diese Stoffe die Menge, die neu gebildet oder neu aufgenommen werden muss.
Der enterohepatische Kreislauf der Gallensäuren wurde erstmals in der zweiten Hälfte des 19. Jahrhunderts von Moritz Schiff beschrieben. Gallensäuren unterliegen zu 85 bis 95 Prozent einem enterohepatischen Kreislauf und werden vor allem im hinteren Dünndarm resorbiert. Man spricht in diesem Zusammenhang auch vom Gallensäurepool. Dieser umfasst eine Menge von drei bis vier Gramm und zirkuliert pro Tag etwa vier- bis zwölfmal zwischen Leber und Darm, wodurch der Bedarf an Neusynthese von Gallensäuren in der Leber mit 200 bis 600 Milligramm pro Tag nur ein Bruchteil der Menge beträgt, die ohne einen solchen zirkulierenden Pool neu gebildet werden müsste. Auch für den Gallenfarbstoff Bilirubin ist der enterohepatische Kreislauf mit einer Rückresorptionsrate von 15 bis 20 Prozent von Bedeutung, ebenso für Cholesterin.
Eine weitere physiologisch relevante Substanz mit einem ausgeprägten enterohepatischen Kreislauf ist Vitamin B12 (Cobalamin). Auf Grund dessen kommt es vorwiegend in der Leber zu einer Speicherung von Vitamin B12 mit einer Gesamtmenge von zwei bis fünf Milligramm. Die tägliche Ausscheidung und damit der Bedarf an Neuaufnahme liegt durch die Zirkulation im Bereich von nur ein bis drei Mikrogramm. Entsprechende Mangelerscheinungen treten deshalb erst nach mehreren Jahren Vitamin-B12-freier Ernährung auf.

## Pharmakologische Relevanz
Wie stark Arzneistoffe und ihre Abbauprodukte (Metabolite) einem solchen Kreislauf unterliegen, hängt neben anderen Faktoren vor allem von deren Konzentration im Darm und im Blut ab. Darüber hinaus können die in der Leber zur Erhöhung der Hydrophilie gebildeten Konjugate durch Darmbakterien gespalten werden, wodurch ihre Fettlöslichkeit (Lipophilie) und damit ihre Resorbierbarkeit erneut ansteigt. Ein ausgeprägtes Zirkulieren eines Arzneistoffes im enterohepatischen Kreislauf führt zu einem späteren Wirkeintritt sowie einer Verlängerung der Halbwertszeit und damit der Verweildauer des Stoffes im Körper. Dies muss bei wiederholter Gabe eines Medikaments berücksichtigt werden, um eine Überdosierung und eine Überlastung der Entgiftungskapazität der Leber sowie Leberschäden zu vermeiden.
Der enterohepatische Kreislauf ist für Arzneistoffe nur bei Arzneiformen relevant, die im Darm resorbiert werden, beispielsweise Tabletten, Kapseln, Dragées und peroral eingenommene Lösungen. Er kann deshalb bei einigen Arzneistoffen umgangen werden, indem wenn möglich eine Arzneiform ohne Magen-Darm-Passage gewählt wird, wie zum Beispiel eine Sublingualtablette, ein Nasenspray oder eine intravenöse beziehungsweise intramuskuläre Injektion. Auch durch chemische Veränderung der Eigenschaften eines Wirkstoffes ist es möglich, das Ausmaß des Eintritts in einen enterohepatischen Kreislauf gezielt zu beeinflussen. 
Der enterohepatische Kreislauf ist bei einigen Medikamenten auch ein Grund dafür, dass das versehentliche oder irrtümliche Verschlucken einer Sublingualtablette zu Veränderungen im Wirkprofil führen kann, neben den bereits genannten Auswirkungen auf den Wirkeintritt und die Wirkdauer unter anderem auch zu Nebenwirkungen an der Leber. Auch ein Wirkverlust ist in diesem Fall möglich, wenn der Arzneistoff durch das Zirkulieren im enterohepatischen Kreislauf seinen vorgesehenen Wirkort nur in unzureichenden Konzentrationen erreicht.
Arzneistoffe mit einem für die Therapie relevanten enterohepatischen Kreislauf sind beispielsweise Digitoxin, Tamoxifen, Rifampicin, Carbamazepin, Barbiturate und viele trizyklische Antidepressiva.

## Toxikologische Aspekte
Auch einige Giftstoffe wie zum Beispiel Colchicin, das Gift der Herbstzeitlosen, weisen einen enterohepatischen Kreislauf auf. Gleiches gilt für die Amatoxine, die Haupttoxine des Grünen Knollenblätterpilzes. Insbesondere die Verlängerung der Halbwertszeit durch die Zirkulation zwischen Leber und Darm hat bei Giften negative Auswirkungen. Analog zum enterohepatischen Kreislauf bei Arzneistoffen kommt zu einer Verzögerung des Wirkeintritts, einer Verstärkung ihrer Wirkung und einer Verlängerung der Vergiftungsdauer. Eine Vergiftung mit Knollenblätterpilzen ist beispielsweise durch eine symptomfreie Phase von acht bis zwölf Stunden Dauer und einen oft mehrtägigen Verlauf gekennzeichnet.
Eine Beschleunigung der Ausscheidung von Giftstoffen mit enterohepatischem Kreislauf oder von entsprechenden Arzneistoffen im Fall einer Überdosierung ist durch Gabe von Aktivkohle möglich. Durch diese werden die betreffenden Stoffe gebunden, aus der Zirkulation zwischen Leber und Darm entzogen und mit der Kohle ausgeschieden.